# باشگاه فوتبال هلسینگبورگس
باشگاه فوتبال هلسینگبورگس (انگلیسی: Helsingborgs IF) یک باشگاه فوتبال در کشور سوئد است.
این باشگاه که در شهر هلسینگبورگ قرار دارد در سال ۱۹۰۷ تأسیس شده است و سابقه ۷ قهرمانی در لیگ برتر فوتبال سوئد و ۵ قهرمانی در جام حذفی فوتبال سوئد را در کارنامه دارد.